# Moniek Nijhuis
Moniek Nijhuis (* 20. März 1988) ist eine ehemalige niederländische Schwimmerin, die sich auf das Brustschwimmen spezialisiert hatte und vor allem auf der Kurzbahn erfolgreich war. Sie trainierte in Amsterdam beim Schwimmclub De Dolfijn.

## Werdegang
Nijhuis’ Spezialstrecken sind die 50- und 100-Meter-Brustdistanzen. Nach dem Gewinn der Bronzemedaille bei den Jugendeuropameisterschaften 2003 in Glasgow wurde sie ein Teil der niederländischen Nationalmannschaft bei den Kurzbahneuropameisterschaften 2003 in Dublin, wo sie die Bronzemedaille mit der 4-mal-50-Meter-Lagenstaffel gewann.
Im Jahr darauf konnte sie zuerst bei den Jugendeuropameisterschaften in Lissabon zwei Goldmedaillen über 50 und 100 Meter Brust und bei den darauf folgenden Kurzbahneuropameisterschaften 2004 in Wien eine Goldmedaille mit der niederländischen 4-mal-50-Meter-Lagenstaffel mit neuer Weltbestzeit gewinnen.
Bei den folgenden Kurzbahneuropameisterschaften 2004 in Wien und 2005 in Triest wurde sie jeweils in neuer Weltbestzeit Kurzbahneuropameisterin mit der niederländischen 4-mal-50-Meter-Lagenstaffel.
Anfang 2008 gab Nijhuis bekannt, sich in Zukunft mehr um ihr Studium zu kümmern und das Training in weiterer Folge zu vernachlässigen. Kurz darauf bei der Heim-EM in Eindhoven belegte sie über 100 Meter Brust den 23. Endrang und verpasste damit die Qualifikation für die Olympischen Sommerspiele 2008 in Peking.
In Rijeka bei den Kurzbahneuropameisterschaften 2008 gewann sie in neuerlicher Weltbestzeit mit der niederländischen 4-mal-50-Meter-Lagenstaffel die Goldmedaille. Über 50 Meter Brust belegte sie den sechsten Endrang.
Bei ihrer einzigen Olympiateilnahme, 2012 in London, erreichte Moniek Nijhuis mit der niederländischen Lagenstaffel das Finale und belegte dort den sechsten Platz.
Ihren größten Erfolg feierte Nijhuis bei den Kurzbahneuropameisterschaften 2009 über 50 Meter Brust, als sie in neuer Kurzbahneuropameisterschaftsrekordzeit die Goldmedaille gewann. Auch bei den Kurzbahnweltmeisterschaften 2014 in Doha und der Europameisterschaft im selben Jahr in Berlin stand sie auf dem Podium.
Nachdem Nijhuis bei den Kurzbahneuropameisterschaften 2015 in Netanja noch einmal Silber über 100 m Brust geholt hatte, scheiterte sie bei der WM im selben Jahr in Kasan am Finaleinzug über ihre Paradestrecke 50 m Brust und verpasste auch die Qualifikation für die Olympischen Spiele in Rio. Im November 2016 gab sie das Ende ihrer Schwimmkarriere bekannt.

## Rekorde
| Weltrekorde (1)                                                    | Weltrekorde (1) | Weltrekorde (1)   | Weltrekorde (1) |
| ------------------------------------------------------------------ | --------------- | ----------------- | --------------- |
| 4 × 50 m Lagen (Kurzbahn) (mit Dekker, Schreuder und Kromowidjojo) | 01:42,69 min    | 12. Dezember 2009 | Istanbul        |
| (Stand: 9. August 2010)                                            |                 |                   |                 |